# Hobit aneb Cesta tam a zase zpátky
Hobit aneb Cesta tam a zase zpátky (v anglickém originálu The Hobbit, or There and Back Again) je fantasy román anglického spisovatele J. R. R. Tolkiena, který byl poprvé vydaný 21. září 1937. Vznikl původně jako vedlejší produkt autorem vytvářených legend fiktivní země Středozemě. Zájem o knihu přiměl Tolkiena k sepsání jejího monumentálního pokračování, vydaného pod názvem Pán prstenů, které se setkalo s ještě větším úspěchem. V češtině kniha poprvé vyšla léta 1978 v překladu Františka Vrby.
Kniha je sice určena pro dětské čtenáře, ale zároveň zapadá do autorem budované sítě příběhů a legend. Kniha velmi rozsáhle popisuje především reálie Středozemě a díky tomu se lze do příběhu opravdu ponořit. Tolkien svým dílem stvořil skutečný svět, postavy v příběhu neustále narážejí na minulost Středozemě, na věci, které se staly tak dávno, že si je již nikdo nepamatuje a přesto zasahují do jejich současnosti. Světem a příběhy se inspirovalo mnoho dalších děl, ať už literárních, filmových nebo počítačových her.

## Obsah románu

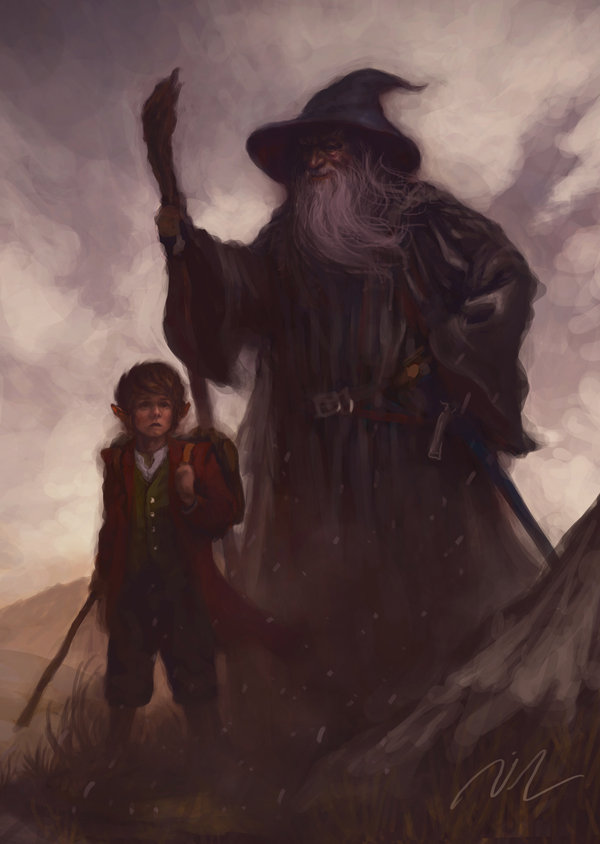
Hlavní postava románu, hobit Bilbo Pytlík společně s čarodějem Gandalfem

Do domu hobita Bilba Pytlíka přišel jednoho dne čaroděj Gandalf. Čaroděj pak proti vůli mladého hobita přivedl do jeho nory třináct trpaslíků, před nimiž označil Bilba za vynikajícího lupiče. Takto začíná dobrodružná výprava za získáním pokladu, o který trpaslíky před mnoha lety připravil drak Šmak. Výprava vedená Gandalfem a Thorinem Pavézou již druhého dne opustila Kraj a při cestě k Osamělé hoře se záhy dostala do mnoha nebezpečných situací. Nejprve Bilba a jeho přátele málem snědla trojice zlobrů. Poté výprava navštívila „Poslední domácký dům“ v Roklince, kde se trpaslíci, hobit a čaroděj setkali s elfy a jejich mocným pánem Elrondem, který jim před dalším putováním poskytl mnoho důležitých rad.
První velkou překážku při jejich cestě na východ však představoval teprve obtížný přechod Mlžných hor, při němž došlo k dramatickým událostem. Výprava byla v horách zajata skřety. Při zběsilém úprku skřetími tunely se navíc Bilbo ztratil v podzemních jeskyních. Osamocen a ve tmě se nakonec doplazil až na samé dno jeskynního systému, kde narazil na záhadný prsten pohozený na zemi. Pod Mlžnými horami také potkal tvora známého jako Glum. Glum, který byl kdysi také hobitem, byl vlastníkem Bilbem nalezeného kouzelného prstenu, který mu dával dlouhověkost a zároveň jej činil neviditelným. Aby mohl opustit Glumovu jeskyni, absolvoval s ním Bilbo soutěž v hádankách. Po hádankách ve tmě, při kterých šlo Bilbovi o život, utekl hobit z jeskyní i s Glumovým prstenem. Při útěku pak Bilbo odhalil část tajemství nalezeného prstenu. Neznal však jeho původ a nevěděl nic o jeho ničivé síle.
Po shledání s ostatními prchala výprava dál na západ od hor. Skřetí pronásledovatelé, ke kterým se přidali i nebezpeční vrrci však Bilba a jeho přátele dohnali a před tímto nebezpečím je zachránil teprve včasný přílet a pomoc obrovských orlů. Z orlího hnízda na Skalbalu pak výprava pokračovala do Meddědova domu stojícího při okraji Temného hvozdu. Po krátkém odpočinku v Meddědově příbytku se zde od ostatních oddělil čaroděj Gandalf a trpaslíci společně s Bilbem vybavení čarodějovými radami pokračovali do temnoty lesa. Pod korunami Temného hvozdu procházeli mnoho dní, při kterých jim postupně došly zásoby. Museli navíc překonávat začarovanou řeku, kde se tlustý trpaslík Bombur nalokal otrávené vody a upadnul do bezvědomí, načež jej ostatní museli nést. Vysílení cestovatelé nakonec narazili na místní elfy. Přilákáni světly elfské slavnosti neuposlechli Gandalfova varování a opustili lesní stezku. Trpaslíci a Bilbo se v lese záhy ztratili a byli pochytáni velkými pavouky, kteří je všechny s výjimkou Bilba odnesli do svého hnízda.
Bilbo s pomocí kouzelného prstenu pavouky odlákal a své přátele osvobodil. Po zahnání pavouků však všichni trpaslíci brzy padli do zajetí elfů. Jen Bilbovi se opět podařilo vyklouznout, načež sledoval elfí družinu, která odvedla zajaté trpaslíky až do sídla svého krále. Král elfů, který neměl trpaslíky příliš v lásce, byl popuzen tím, že mu Thorin a jeho společníci odmítli sdělit cíl své výpravy. Proto nechal všechny své zajatce uvěznit v kobkách svého sídla. Díky prstenu se Bilbovi zanedlouho podařilo získat od jednoho z dozorců klíče, načež trpaslíci vedení hobitem uprchli z cel a ukryli se do prázdných vinných soudků, které nic netušící elfí stráže poslali po proudu Lesní řeky.
V sudech dopluli trpaslíci a hobit až k Jezernímu městu, kde místní lidé přivítali Thorina jako vracejícího se dědice Durinova lidu. Výprava si ve městě odpočinula, načež pokračovala až k Osamělé hoře, kde trpaslíci začali pátrat po tajném vchodu do hory. Poté, co Bilbo objevil ukryté dveře a nastal Durinův den, odemkl Thorin tajný vchod do Osamělé hory. Po odemčení dveří vyslali trpaslíci Bilba jako lupiče výpravy na průzkum do hory. Bilbo v nitru Ereboru našel draka spícího na hromadě zlata. Bilbo absolvoval nebezpečný rozhovor s probuzeným Šmakem, načež si odnesl jeden ze zlatých pohárů. Šmak si domyslel, že hobitovi museli při jeho cestě k hoře pomoci lidé z Jezerního města, načež rozezlen opustil Erebor a na nedaleké město zaútočil.
Esgaroth byl při Šmakově útoku zapálen a zcela zpustošen, avšak Bardu Lučištníkovi se draka podařilo usmrtit. Po drakově smrti se k lidem z Jezerního města přidalo vojsko elfů a společně obě spojené armády zamířily k Hoře, doufajíc ve snadnou kořist. Lidé a elfové však nalezli pouze zapečetěnou bránu a Thorina a jeho družinu na stráži. Tvrdohlavý trpaslík odmítl jakékoliv dělení pokladu svých předků a rázně uťal snahy Barda a krále elfů o vyjednávání, načež elfové a lidé Thorinovu výpravu v Osamělé hoře oblehli. Trpaslíkům však zanedlouho přišel na pomoc Thorinův bratranec, Dáin Železná noha, s armádou ze Železných hor. Bilbo, který chtěl předejít zbytečnému krveprolití proto ukradl Arcikam, nejvzácnější z klenotů v Hoře, a vydal jej Bardovi. Tento hobitův krok však k míru nevedl a teprve návrat Gandalfa odvrátil boj mezi trpaslíky a spojenci. Čaroděj informoval velitele o velkém vojsku skřetů a vrrků rychle se blížícím k Osamělé hoře. Toto kritické nebezpečí znepřátelené strany ihned sjednotilo a spojenci byli záhy napadeni velkou přesilou skřetů a vrrků. V okolí Osamělé hory tak došlo k bitvě pěti armád, v níž byla spojená vojska elfů, trpaslíků a lidí téměř poražena. Do bitevní vřavy se zapojil také Medděd, avšak situaci na bojišti zachránil teprve přílet velkých orlů, s jejichž pomocí byli skřeti poraženi.

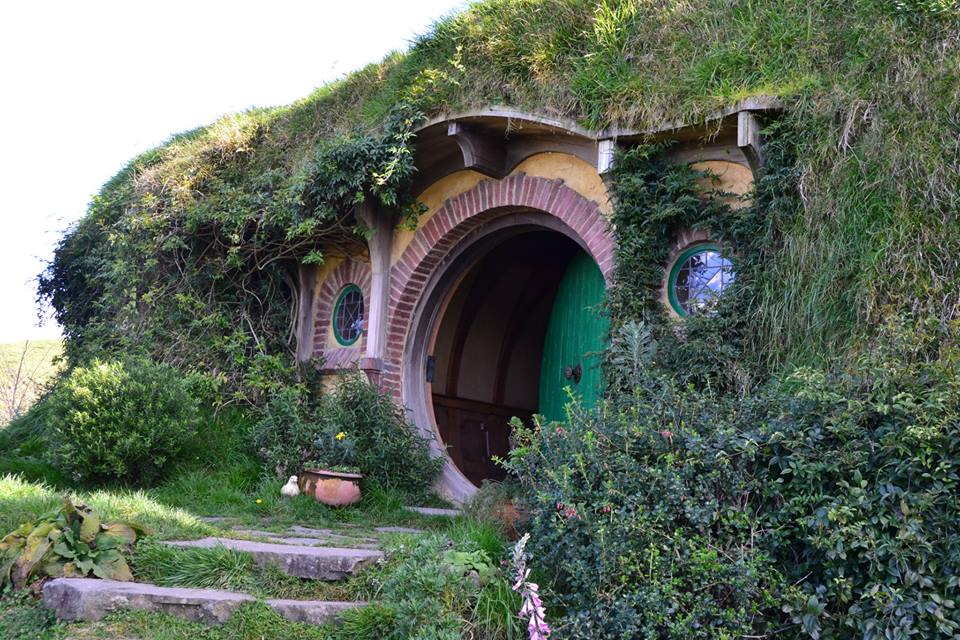
Vstup do Dna Pytle, Bilbova domova. Hobiti většinou bydlí ve velkých podzemních norách a Bilbo jako relativně zámožný hobit vlastnil jednu z nejlepších nor v Hobitíně.

V bitvě byl smrtelně zraněn Thorin Pavéza, který ještě před smrtí Bilbovi odpustil. Po usmrcení draka a odražení skřetího nájezdu zavládl v okolí Osamělé hory mír. Trpaslíci obnovili Království pod Horou a jejich novým králem se stal Dáin. Za pomoci pokladu bylo znovu vystavěno poničené Jezerní město a lidé vedení Bardem obnovili i starobylé zaniklé město Dol. Svůj díl dračího pokladu obdržel také Bilbo Pytlík, který se rozloučil se zbývajícími přáteli a v doprovodu Gandalfa se vydal na dalekou zpáteční cestu.
Společně s čarodějem a Meddědem obešel Bilbo severní konec Temného hvozdu a ještě jednou byl přijat v Meddědově příbytku. Poté Bilbo a Gandalf překročili Mlžné hory a dorazili do Roklinky, kde se znovu setkali s Elrondem. Odtud již zamířili přímo do Kraje, k Bilbovu domovu. Doma ovšem Bilba čekalo nemilé překvapení, když zjistil, že byl po svém odchodu prohlášen za mrtvého a značná část jeho majetku byla prodána v dražbě. Jeho návrat z dobrodružné cesty a historky o jeho pohádkovém bohatství, které si z výpravy dovezl, vyvolaly v Kraji hotovou senzaci.

## Knižní vydání v češtině
Vůbec prvním překladem Hobita do češtiny byl český scénář pro kreslenou verzi z roku 1966; dnes je považován za ztracený.
V roce 1979 vyšel v českém uměleckém nakladatelství Odeon překlad Františka Vrby. Ten měl však tehdy zákaz publikování, a proto byl místo něj v knize uveden jeho přítel Lubomír Dorůžka. Charakteristickým rysem tohoto vydání je celkově dětské pohádkové pojetí (podobně jako u kresleného filmu z 1966), které dnes již není obvyklé. Autorem ilustrací byl Jiří Šalamoun, jazyk Vrbova překladu je bohatý na barvité dětské vyjadřování.[nedostupný zdroj] Kniha vyšla v nákladu 8 500 výtisků, který však nedokázal pokrýt poptávku. Začaly vznikat kopie načerno, ať už přepsané na stroji, nebo xeroxované.

## Adaptace

### Animovaný film
Vůbec první filmová adaptace Hobita vznikla v roce 1966 v Praze. Jednalo se o krátký animovaný film, jehož režie se ujal Gene Deitch, animátor a režisér žijící v Praze od roku 1959. Producentem filmu byl Oscarem oceněný William Snyder a výtvarníkem filmu Adolf Born. William Snyder byl vlastníkem práv na zfilmování Hobita, ale z finančních důvodů se mu nedařilo splnit základní podmínku pro udržení těchto práv, tedy natočení filmu do poloviny roku 1966. Nakonec využil svých kontaktů v tehdejším Československu, kde se natáčela celá řada animovaných seriálů pro velká hollywoodská studia (např. i Tom a Jerry) a oslovil Deitche s nabídkou na spolupráci. Deitch s Adolfem Bornem rychle natočili krátký dvanáctiminutový animovaný film (na YouTube pod názvem „The HOBBIT 1966“), který Snyder v termínu promítl v New Yorku. Práva na zfilmování mu byla prodloužena. V roce 1967 začal znovu uvažovat o natočení celovečerního animovaného filmu Hobit a tentokrát požádal o spolupráci Jiřího Trnku. Trnka nakreslil pro film několik návrhů postav, ale roku 1969 zemřel a dílo nestačil dokončit. Snyder práva na Hobita nakonec prodal.
V roce 1977 natočili ve Spojených státech amerických ve společnosti Rankin/Bass Productions, Inc. animovaný film The Hobbit s délkou 78 minut.

### Hraný film
V návaznosti na svou předešlou filmovou trilogii Pán prstenů natočil režisér Peter Jackson v letech 2012–2014 trilogii Hobit:
| Název                      | Původní název                         | Režie         | Scénář                                                          | Premiéra v USA    | Premiéra v ČR     |
| -------------------------- | ------------------------------------- | ------------- | --------------------------------------------------------------- | ----------------- | ----------------- |
| Hobit: Neočekávaná cesta   | Hobbit: An Unexpeted Journey          | Peter Jackson | Fran Walsh, Philippa Boyens a Guillermo del Toro                | 14. prosince 2012 | 13. prosince 2012 |
| Hobit: Šmakova dračí poušť | Hobbit: The Desolation of Smaug       | Peter Jackson | Fran Walsh, Philippa Boyens, Peter Jackson a Guillermo del Toro | 13. prosince 2013 | 12. prosince 2013 |
| Hobit: Bitva pěti armád    | Hobbit: The Battle of the Five Armies | Peter Jackson | Fran Walsh, Philippa Boyens, Peter Jackson a Guillermo del Toro | 17. prosince 2014 | 11. prosince 2014 |

### Divadlo, rozhlas a audionosiče v bývalém Československu
V půli 80. letech 20. století nastudovali adaptaci Hobita studenti DAMU a to pod vedením Ctibora Turby; v druhé polovině 80. byla jeho audio adaptace vysílána v rozhlase (načetl Petr Nárožný) a v limitované edici vyšla též na magnetofonové pásce. Roku 1996 natočil Český rozhlas třídílnou adaptaci; dramatizaci Evy Košlerové režíroval Jiří Horčička.